# Деметрій (син Філіппа V Македонського)
Деметрій (дав.-гр. Δημήτριος) — молодший син македонського басилевса Філіппа V.

## Біографія
Після поразки у битві при Кіносфекалах Філіпп був змушений віддати в Рим в якості заручника свого молодшого сина. Покровителем його став Тіт Фламінін. В знак подяки за надану Македонією допомогу у війні проти сирійського царя Антіоха III римляни через кілька років дозволили Деметрію повернутися на батьківщину.
Царевич справляв приємне враження на македонян своїми якостями та здібностями. Проте Філіпп скоро переконався, що «римляни віддали лише тіло Деметрія, душу ж залишили собі», так як царевич міг годинами вихваляти італійців та їх уклад життя. У 184 р. до н. е. Філіпп відправив Деметрія послом в сенат, де було оголошено, що Філіппу прощаються всі його беззаконня щодо греків тільки заради сина.
Згідно Тіту Лівію Деметрій товаришував у дитинстві зі своїм старшим братом Персеєм. Однак в останні роки правління батька брати інтригували один з одним. Хоча Персей і був старшим сином він як народжений від наложниці мав менше прав на престол. Він намагався налаштувати проти брата їх батька і стверджував, що Деметрій хоче з допомогою римлян повалити басилевса з престолу. Те що принц справді мав стосунки з римлянами і вони обіцяли свою підтримку стверджував Полібій.
В 180 році до н. е. від правителя васальної Пеонії Дідаса до Філіппа надійшло повідомлення про те, що Деметрій задумав втекти від батька у Рим. В той же час басилевсу принесли послання від Фламініна, де він просив пробачити Деметрія. Історики розходяться в думках, чи був цей лист справжнім або підробленими, але Філіпп віддав наказ таємно вбити сина.